# Alpiner Skieuropacup 2021/22
Die Saison 2021/2022 des Alpinen Skieuropacups begann am 29. November 2021 für die Damen in Mayrhofen und für die Herren in Zinal. Sie endete am 20. März 2022 in El Tarter.

## Europacupwertungen

### Gesamtwertung
| Rang | Athlet                | Punkte |
| ---- | --------------------- | ------ |
| 1    | Giovanni Franzoni     | 709    |
| 2    | Fadri Janutin         | 652    |
| 3    | Ralph Weber           | 555    |
| 4    | Christoph Krenn       | 535    |
| 4    | Josua Mettler         | 535    |
| 6    | Alexander Steen Olsen | 510    |
| 7    | Joan Verdú            | 491    |
| 8    | Lukas Feurstein       | 377    |
| 9    | Marco Pfiffner        | 362    |
| 10   | Lars Rösti            | 360    |

| Rang | Athletin          | Punkte |
| ---- | ----------------- | ------ |
| 1    | Franziska Gritsch | 1068   |
| 2    | Christina Ager    | 540    |
| 2    | Aline Danioth     | 540    |
| 4    | Juliana Suter     | 511    |
| 5    | Elsa Fermbäck     | 454    |
| 6    | Simone Wild       | 388    |
| 7    | Jasmina Suter     | 395    |
| 8    | Lara Della Mea    | 410    |
| 9    | Jonna Luthman     | 403    |
| 10   | Esther Paslier    | 397    |

### Abfahrt
| Rang | Athlet            | Punkte |
| ---- | ----------------- | ------ |
| 1    | Ralph Weber       | 419    |
| 2    | Lars Rösti        | 353    |
| 3    | Marco Pfiffner    | 293    |
| 4    | Josua Mettler     | 268    |
| 5    | Cameron Alexander | 255    |

| Rang | Athletin           | Punkte |
| ---- | ------------------ | ------ |
| 1    | Juliana Suter      | 505    |
| 2    | Inni Holm Wembstad | 337    |
| 3    | Delia Durrer       | 334    |
| 4    | Emily Schöpf       | 330    |
| 5    | Christina Ager     | 295    |
| 5    | Lena Wechner       | 295    |

### Super-G
| Rang | Athlet                    | Punkte |
| ---- | ------------------------- | ------ |
| 1    | Giovanni Franzoni         | 453    |
| 2    | Christoph Krenn           | 292    |
| 3    | Lukas Feurstein           | 262    |
| 4    | Markus Nordgaard Fossland | 257    |
| 5    | Andreas Ploier            | 232    |

| Rang | Athletin            | Punkte |
| ---- | ------------------- | ------ |
| 1    | Christina Ager      | 245    |
| 2    | Elisabeth Reisinger | 210    |
| 3    | Franziska Gritsch   | 200    |
| 4    | Jasmina Suter       | 186    |
| 5    | Vanessa Nussbaumer  | 162    |

### Riesenslalom
| Rang | Athlet            | Punkte |
| ---- | ----------------- | ------ |
| 1    | Joan Verdú        | 484    |
| 2    | Fadri Janutin     | 324    |
| 3    | Loévan Parand     | 253    |
| 4    | Giovanni Franzoni | 236    |
| 5    | Livio Simonet     | 206    |

| Rang | Athletin          | Punkte |
| ---- | ----------------- | ------ |
| 1    | Simone Wild       | 335    |
| 2    | Vivianne Härri    | 315    |
| 3    | Elisa Mörzinger   | 305    |
| 4    | Nina Astner       | 297    |
| 5    | Franziska Gritsch | 256    |

### Slalom
| Rang | Athlet                | Punkte |
| ---- | --------------------- | ------ |
| 1    | Alexander Steen Olsen | 360    |
| 2    | Noel von Grünigen     | 354    |
| 3    | Fabian Himmelsbach    | 340    |
| 4    | Fadri Janutin         | 328    |
| 5    | Paco Rassat           | 321    |

| Rang | Athletin          | Punkte |
| ---- | ----------------- | ------ |
| 1    | Aline Danioth     | 540    |
| 2    | Franziska Gritsch | 488    |
| 3    | Elsa Fermbäck     | 454    |
| 4    | Lara Della Mea    | 360    |
| 5    | Elena Stoffel     | 341    |

## Podestplatzierungen Herren

### Abfahrt
| Datum      | Ort                        | 1. Platz                             | 2. Platz                             | 3. Platz                             |
| ---------- | -------------------------- | ------------------------------------ | ------------------------------------ | ------------------------------------ |
| 11.12.2021 | Santa Caterina (ITA)       | Yannick Chabloz                      | Marco Pfiffner                       | Ralph Weber                          |
| 12.12.2021 | Santa Caterina (ITA)       | Josua Mettler                        | Marco Pfiffner Ralph Weber           |                                      |
| 13.01.2022 | Tarvis (ITA)               | Lars Rösti                           | Christoph Krenn                      | Ralph Weber                          |
| 14.01.2022 | Tarvis (ITA)               | Lars Rösti                           | Nicolò Molteni Adur Etxezarreta      |                                      |
| 25.01.2022 | Saalbach-Hinterglemm (AUT) | James Crawford                       | Yannick Chabloz                      | Jeffrey Read                         |
| 26.01.2022 | Saalbach-Hinterglemm (AUT) | Jeffrey Read                         | Urs Kryenbühl                        | Cameron Alexander                    |
| 09.02.2022 | Kvitfjell (NOR)            | Ralph Weber                          | Olle Sundin                          | Guglielmo Bosca                      |
| 10.02.2022 | Kvitfjell (NOR)            | Cameron Alexander                    | Josua Mettler                        | Jeffrey Read                         |
| 11.02.2022 | Kvitfjell (NOR)            | Rennen auf den 9. Februar verschoben | Rennen auf den 9. Februar verschoben | Rennen auf den 9. Februar verschoben |
| 20.03.2022 | El Tarter (AND)            | Rennen abgesagt                      | Rennen abgesagt                      | Rennen abgesagt                      |

### Super-G
| Datum      | Ort                          | 1. Platz                                                  | 2. Platz                                                  | 3. Platz                                                  |
| ---------- | ---------------------------- | --------------------------------------------------------- | --------------------------------------------------------- | --------------------------------------------------------- |
| 29.11.2021 | Zinal (SUI)                  | Matteo Franzoso                                           | Lukas Feurstein                                           | Markus Nordgaard Fossland                                 |
| 30.11.2021 | Zinal (SUI)                  | Giovanni Franzoni                                         | Cyprien Sarrazin                                          | Florian Loriot                                            |
| 13.12.2021 | Santa Caterina (ITA)         | Ralph Weber                                               | Giovanni Franzoni                                         | Christoph Krenn                                           |
| 27.01.2022 | Saalbach-Hinterglemm (AUT)   | Giovanni Franzoni                                         | Nicolò Molteni                                            | Julian Schütter                                           |
| 01.02.2022 | Garmisch-Partenkirchen (GER) | Rennen abgesagt                                           | Rennen abgesagt                                           | Rennen abgesagt                                           |
| 02.02.2022 | Garmisch-Partenkirchen (GER) | Rennen abgesagt, Ersatzrennen am 11. Februar in Kvitfjell | Rennen abgesagt, Ersatzrennen am 11. Februar in Kvitfjell | Rennen abgesagt, Ersatzrennen am 11. Februar in Kvitfjell |
| 11.02.2022 | Kvitfjell (NOR)              | Stefan Babinsky                                           | Cameron Alexander                                         | Daniel Danklmaier                                         |
| 14.02.2022 | Oppdal (NOR)                 | Markus Nordgaard Fossland                                 | Daniel Danklmaier                                         | Stefan Babinsky                                           |
| 15.02.2022 | Oppdal (NOR)                 | Giovanni Franzoni                                         | Lukas Feurstein                                           | Otmar Striedinger                                         |
| 18.03.2022 | El Tarter (AND)              | Rennen abgesagt                                           | Rennen abgesagt                                           | Rennen abgesagt                                           |

### Riesenslalom
| Datum      | Ort             | 1. Platz         | 2. Platz           | 3. Platz          |
| ---------- | --------------- | ---------------- | ------------------ | ----------------- |
| 02.12.2021 | Zinal (SUI)     | Brian McLaughlin | Maarten Meiners    | Lukas Feurstein   |
| 03.12.2021 | Zinal (SUI)     | Cédric Noger     | Sam Maes           | Giovanni Franzoni |
| 19.12.2021 | Glungezer (AUT) | Joan Verdú       | Samu Torsti        | Kryštof Krýzl     |
| 20.12.2021 | Glungezer (AUT) | Joan Verdú       | Samu Torsti        | Loévan Parand     |
| 03.02.2022 | Reiteralm (AUT) | Rennen abgesagt  | Rennen abgesagt    | Rennen abgesagt   |
| 04.02.2022 | Reiteralm (AUT) | Joan Verdú       | Loévan Parand      | Thomas Lardon     |
| 18.02.2022 | Oppdal (NOR)    | Joan Verdú       | Livio Simonet      | Lukas Feurstein   |
| 19.02.2022 | Oppdal (NOR)    | Fadri Janutin    | Filippo Della Vite | Anton Grammel     |
| 16.03.2022 | El Tarter (AND) | Sam Maes         | Fadri Janutin      | Joan Verdú        |

### Slalom
| Datum      | Ort                 | 1. Platz                            | 2. Platz                            | 3. Platz                            |
| ---------- | ------------------- | ----------------------------------- | ----------------------------------- | ----------------------------------- |
| 15.12.2021 | Obereggen (ITA)     | Alexander Steen Olsen               | Anton Tremmel                       | Albert Popow Victor Muffat-Jeandet  |
| 16.12.2021 | Val di Fassa (ITA)  | Clément Noël                        | Alexander Steen Olsen               | Jett Seymour                        |
| 04.01.2022 | Berchtesgaden (DEU) | Rennen auf den 7. Januar verschoben | Rennen auf den 7. Januar verschoben | Rennen auf den 7. Januar verschoben |
| 05.01.2022 | Berchtesgaden (DEU) | Rennen auf den 8. Januar verschoben | Rennen auf den 8. Januar verschoben | Rennen auf den 8. Januar verschoben |
| 07.01.2022 | Berchtesgaden (DEU) | Joshua Sturm                        | Billy Major                         | Noel von Grünigen                   |
| 08.01.2022 | Berchtesgaden (DEU) | Billy Major                         | Fabian Himmelsbach                  | Joel Lütolf                         |
| 20.01.2022 | Vaujany (FRA)       | Fabian Himmelsbach                  | Paco Rassat                         | Joaquim Salarich                    |
| 21.01.2022 | Vaujany (FRA)       | Fadri Janutin                       | Paco Rassat                         | Reto Mächler                        |
| 22.02.2022 | Almaasa (SWE)       | Noel von Grünigen                   | Fadri Janutin                       | Joaquim Salarich                    |
| 23.02.2022 | Almaasa (SWE)       | Steven Amiez                        | Alexander Steen Olsen               | Tanguy Nef                          |
| 15.03.2022 | El Tarter (AND)     | Alexander Steen Olsen               | Joaquim Salarich                    | Joshua Sturm                        |

## Podestplatzierungen Damen

### Abfahrt
| Datum      | Ort                 | 1. Platz                               | 2. Platz                               | 3. Platz                               |
| ---------- | ------------------- | -------------------------------------- | -------------------------------------- | -------------------------------------- |
| 19.12.2021 | Val di Fassa (ITA)  | Emily Schöpf                           | Juliana Suter                          | Katrin Hirtl-Stanggaßinger             |
| 20.12.2021 | Val di Fassa (ITA)  | Rennen auf den 19. Dezember verschoben | Rennen auf den 19. Dezember verschoben | Rennen auf den 19. Dezember verschoben |
| 21.12.2021 | Val di Fassa (ITA)  | Juliana Suter                          | Christina Ager                         | Janine Schmitt                         |
| 12.01.2022 | Orcières (FRA)      | Rennen auf den 14. Januar verschoben   | Rennen auf den 14. Januar verschoben   | Rennen auf den 14. Januar verschoben   |
| 13.01.2022 | Orcières (FRA)      | Juliana Suter                          | Alice Robinson                         | Monica Zanoner                         |
| 14.01.2022 | Orcières (FRA)      | Juliana Suter                          | Alice Robinson                         | Esther Paslier                         |
| 26.01.2022 | St. Anton (AUT)     | Esther Paslier                         | Juliana Suter                          | Livia Rossi                            |
| 27.01.2022 | St. Anton (AUT)     | Elena Dolmen                           | Magdalena Egger                        | Lena Wechner                           |
| 19.02.2022 | Crans-Montana (SUI) | Franziska Gritsch                      | Inni Holm Wembstad                     | Delia Durrer                           |
| 20.02.2022 | Crans-Montana (SUI) | Inni Holm Wembstad                     | Jonna Luthman                          | Delia Durrer                           |
| 16.03.2022 | El Tarter (AND)     | Rennen abgesagt                        | Rennen abgesagt                        | Rennen abgesagt                        |

### Super-G
| Datum      | Ort                | 1. Platz                                                 | 2. Platz                                                 | 3. Platz                                                 |
| ---------- | ------------------ | -------------------------------------------------------- | -------------------------------------------------------- | -------------------------------------------------------- |
| 03.12.2021 | Kvitfjell (NOR)    | Rennen abgesagt, Ersatzrennen am 28. Januar in St. Anton | Rennen abgesagt, Ersatzrennen am 28. Januar in St. Anton | Rennen abgesagt, Ersatzrennen am 28. Januar in St. Anton |
| 08.12.2021 | Zinal (SUI)        | Rennen auf den 9. Dezember verschoben                    | Rennen auf den 9. Dezember verschoben                    | Rennen auf den 9. Dezember verschoben                    |
| 09.12.2021 | Zinal (SUI)        | Christina Ager                                           | Estelle Alphand                                          | Elisabeth Reisinger                                      |
| 09.12.2021 | Zinal (SUI)        | Elisabeth Reisinger                                      | Jasmina Suter                                            | Christina Ager                                           |
| 21.12.2021 | Val di Fassa (ITA) | Rennen abgesagt                                          | Rennen abgesagt                                          | Rennen abgesagt                                          |
| 28.01.2021 | St. Anton (AUT)    | Rennen abgesagt                                          | Rennen abgesagt                                          | Rennen abgesagt                                          |
| 03.02.2022 | Sarntal (ITA)      | Franziska Gritsch                                        | Jasmina Suter                                            | Vanessa Nussbaumer                                       |
| 04.02.2022 | Sarntal (ITA)      | Franziska Gritsch                                        | Christina Ager                                           | Karoline Pichler                                         |
| 17.03.2022 | El Tarter (AND)    | Rennen abgesagt                                          | Rennen abgesagt                                          | Rennen abgesagt                                          |

### Riesenslalom
| Datum      | Ort             | 1. Platz                                                   | 2. Platz                                                   | 3. Platz                                                   |
| ---------- | --------------- | ---------------------------------------------------------- | ---------------------------------------------------------- | ---------------------------------------------------------- |
| 29.11.2021 | Trysil (NOR)    | Rennen abgesagt, Ersatzrennen am 29. November in Mayrhofen | Rennen abgesagt, Ersatzrennen am 29. November in Mayrhofen | Rennen abgesagt, Ersatzrennen am 29. November in Mayrhofen |
| 30.11.2021 | Trysil (NOR)    | Rennen abgesagt, Ersatzrennen am 30. November in Mayrhofen | Rennen abgesagt, Ersatzrennen am 30. November in Mayrhofen | Rennen abgesagt, Ersatzrennen am 30. November in Mayrhofen |
| 29.11.2021 | Mayrhofen (AUT) | Charlotte Lingg                                            | Franziska Gritsch                                          | Lorina Zelger                                              |
| 30.11.2021 | Mayrhofen (AUT) | Rennen abgesagt                                            | Rennen abgesagt                                            | Rennen abgesagt                                            |
| 11.12.2021 | Andalo (ITA)    | Zrinka Ljutić                                              | Camille Rast                                               | Magdalena Łuczak                                           |
| 12.12.2021 | Andalo (ITA)    | Camille Rast                                               | Selina Egloff                                              | Hilma Lövblom                                              |
| 15.01.2022 | Orcières (FRA)  | Coralie Frasse Sombet                                      | Elisa Mörzinger                                            | Vivianne Härri                                             |
| 16.01.2022 | Orcières (FRA)  | Simone Wild                                                | Coralie Frasse Sombet                                      | Nina Astner                                                |
| 09.02.2022 | Kopaonik (SRB)  | Rennen abgesagt                                            | Rennen abgesagt                                            | Rennen abgesagt                                            |
| 10.02.2022 | Kopaonik (SRB)  | Elisa Mörzinger                                            | Simone Wild                                                | Jonna Luthman                                              |
| 12.02.2022 | Maribor (SLO)   | Franziska Gritsch                                          | Neja Dvornik                                               | Simone Wild                                                |
| 13.02.2022 | Maribor (SLO)   | Lisa Nyberg                                                | Elisa Mörzinger Vivianne Härri                             |                                                            |
| 19.03.2022 | El Tarter (AND) | Simone Wild                                                | Jasmina Suter                                              | Vivianne Härri                                             |

### Slalom
| Datum      | Ort                       | 1. Platz                                                   | 2. Platz                                                   | 3. Platz                                                   |
| ---------- | ------------------------- | ---------------------------------------------------------- | ---------------------------------------------------------- | ---------------------------------------------------------- |
| 25.11.2021 | Duved (SWE)               | Rennen abgesagt, Ersatzrennen am 2. Dezember in Pass Thurn | Rennen abgesagt, Ersatzrennen am 2. Dezember in Pass Thurn | Rennen abgesagt, Ersatzrennen am 2. Dezember in Pass Thurn |
| 26.11.2021 | Duved (SWE)               | Rennen abgesagt, Ersatzrennen am 3. Dezember in Pass Thurn | Rennen abgesagt, Ersatzrennen am 3. Dezember in Pass Thurn | Rennen abgesagt, Ersatzrennen am 3. Dezember in Pass Thurn |
| 02.12.2021 | Pass Thurn (AUT)          | Emma Aicher                                                | Elena Stoffel                                              | Franziska Gritsch                                          |
| 03.12.2021 | Pass Thurn (AUT)          | Emma Aicher                                                | Elsa Fermbäck                                              | Jessica Hilzinger                                          |
| 15.12.2021 | Valle Aurina (ITA)        | Elsa Fermbäck                                              | Leona Popović                                              | Chiara Mair                                                |
| 16.12.2021 | Valle Aurina (ITA)        | Chiara Mair                                                | Katharina Gallhuber                                        | Elsa Fermbäck                                              |
| 19.01.2022 | Meiringen-Hasliberg (SUI) | Aline Danioth                                              | Vera Tschurtschenthaler                                    | Selina Egloff                                              |
| 20.01.2022 | Meiringen-Hasliberg (SUI) | Aline Danioth                                              | Rosa Pohjolainen                                           | Lara Della Mea                                             |
| 31.01.2022 | Zell am See (AUT)         | Aline Danioth                                              | Chiara Mair                                                | Elena Stoffel                                              |
| 01.02.2022 | Zell am See (AUT)         | Rennen abgesagt                                            | Rennen abgesagt                                            | Rennen abgesagt                                            |
| 24.02.2022 | Bad Wiessee (GER)         | Franziska Gritsch                                          | Elsa Fermbäck                                              | Aline Danioth                                              |
| 25.02.2022 | Bad Wiessee (GER)         | Franziska Gritsch                                          | Aline Danioth                                              | Elsa Fermbäck                                              |
| 20.03.2022 | El Tarter (AND)           | Aline Danioth                                              | Franziska Gritsch                                          | Lara Della Mea                                             |